# جيسي غريغوري
جيسي غريغوري هي لاعبة هوكي الجليد كندية، ولدت في 24 أغسطس 1984.